# Agave felgeri
Agave felgeri är en sparrisväxtart som beskrevs av Howard Scott Gentry. Agave felgeri ingår i släktet Agave och familjen sparrisväxter. Inga underarter finns listade i Catalogue of Life.